# Sint-Antonius van Paduakerk (Klein-Sinten)
De Sint-Antonius van Paduakerk (Frans: Église Saint-Antoine de Padoue) is een rooms-katholieke parochiekerk in de plaats Klein-Sinten, gelegen aan de Avenue de la Cité, in de gemeente Duinkerke in het Franse Noorderdepartement.

## Geschiedenis
In 1901 werd de parochie gesticht en begon men met de bouw, die in 1908 voltooid werd. De kerk raakte in verval en werd tussen 1983 en 1988 herbouwd naar ontwerp van Maurice Salembier.

## Gebouw
Het is een bakstenen kerk met een breed middenschip en smalle, lage zijbeuken die niet van het middenschip gescheiden zijn door scheibogen, zodat feitelijk van een zaalkerk sprake is.
De kerk heeft een hoekig voorkomen door de platte daken van de zijbeuken. Er is een zware voorgebouwde toren, geflankeerd door twee ronde traptorentjes.